# Denham Brown
Denham Brown (ur. 6 stycznia 1983 roku w Toronto) – kanadyjski koszykarz, rzucający obrońca lub niski skrzydłowy, od 2010 roku zawodnik mistrza polski, Asseco Prokomu Gdynia. Mierzy 198 centymetrów i waży 100 kilogramów. W 2006 roku wybrany w drafcie NBA przez Seattle SuperSonics z 40 numerem drugiej rundy.

## Kariera
- 2006 Seattle SuperSonics
- 2006-2007 Tulsa 66ers
- 2007 Galatasaray Café Crown
- 2007-2008 NGC Cantù
- 2008-2009 Dakota Wizards
- 2009-2010 Barangay Ginebra Kings
- 2010-2010Asseco Prokom Gdynia